# Marie Stritt
Marie Stritt (Sighișoara, 18 de fevereiro de 1855 – Dresden, 16 de setembro de 1928) foi uma feminista alemã e força de liderança no movimento do sufrágio feminino alemão e internacional. Ela trabalhou pela educação da mulher e lutou contra a prostituição regulamentada pelo Estado. Marie Stritt trabalhou por mudanças nas leis do divórcio através da Woman's Legal Aid Society. Ela era uma grande defensora do controle de natalidade e do aborto.

## Início de vida
Stritt, nascida Marie Bacon, nasceu em 18 de fevereiro de 1855 em Segesvár, Reino da Hungria (atual Sighișoara, Romênia). Ela teve uma breve carreira de atriz no teatro Badisches Staatstheater Karlsruhe. Em 1879 casou-se com o também ator e cantor de ópera Albert Stritt (1847–1908).

## Carreira
Marie começou seu trabalho no final da década de 1890. Ela foi ativista de vários grupos, incluindo o grupo feminino de reforma (1891) e a Women's Legal Aid Society (1894). Essas organizações se dedicaram a lutar pelos direitos das mulheres à educação, igualdade e proteção legal. Stritt foi uma importante líder na Aliança Internacional pelo Sufrágio Feminino (IWSA), cujo objetivo era trabalhar pela educação das mulheres e se opor à prostituição regulamentada pelo Estado.
Stritt também foi presidente da Bund Deutscher Frauenvereine de 1899 a 1910, da Deutscher Verband für Frauenstimmrecht de 1913 a 1919 e da Aliança Internacional da Mulher de 1913 a 1920.
Seu ativismo não terminou com sua aposentadoria do conselho da Aliança Internacional do Sufrágio Feminino; Marie continuou a escrever e participar do jornalismo lutando por questões feministas pelo resto da sua vida.

## Morte
Stritt morreu em 16 de setembro de 1928 em Dresden, Alemanha.

## Literatura
- Häusliche Knabenerziehung , Berlim 1891
- Frauenlogik, Dresden 1892
- Die Frau gehört ins Haus, Dresden 1893
- Die Bestimmung des Mannes, Dresden 1894
- Weibl. Schwächen, Dresden 1894
- Der Internationale Frauenkongress in Berlin 1904''